# ISO 3166-2:NG
کد ISO 3166-2:NG بخشی از استاندارد ایزو ۳۱۶۶ برای کشور نیجریه است که توسط سازمان بین‌المللی استانداردسازی ISO تنظیم شده‌است این سازمان، کدهای استاندارد را برای تقسیمات کشوری مهم (ایالت‌ها یا استان‌های) کشورهای موجود در استاندارد ایزو ۳۱۶۶-۱ تعریف می‌کند.
هر کد شامل دو بخش می‌گردد که توسط علامت - جدا می‌گردند.
- بخش نخست NG که در ایزو ۳۱۶۶-۱ آلفا-۲ کد کشور نیجریه است.
- بخش دوم شامل یک یا دو یا سه حرف است که بیان‌کننده استان یا ایالت کشور نیجریه می‌باشد.

## کدها
| کدها     | ایالت                     |
| -------- | ------------------------- |
| NG-FC    | حوزه فدرال مرکزی (نیجریه) |
| NG-AB    | اراضی ابیا                |
| NG-AD    | اراضی اداماوا             |
| NG-AK    | اکوا ایبوم استیت          |
| NG-AN    | انامبرا استیت             |
| NG-BA    | ایالت باوچی               |
| NG-BY    | ایالت بایلسا              |
| NG-BE    | ایالت بنوئه               |
| NG-BO    | ایالت بورنو               |
| NG-CR    | ایالت کراس ریور           |
| NG-DE    | ایالت دلتا                |
| NG-EB</> | ایالت ابونیی              |
| NG-ED    | ایالت ادو                 |
| NG-EK</> | ایالت اکیتی               |
| NG-EN    | ایالت انوگو               |
| NG-GO</> | ایالت گومبه               |
| NG-IM    | ایالت ایمو                |
| NG-JI    | ایالت جیگاوا              |
| NG-KD    | کادونا (ایالت)            |
| NG-KN    | کانو (ایالت)              |
| NG-KT    | ایالت کاتسینا             |
| NG-KE    | ایالت کبی                 |
| NG-KO    | ایالت کوگی                |
| NG-KW    | ایالت کوارا               |
| NG-LA    | لاگوس (ایالت)             |
| NG-NA</> | ایالت ناساراوا            |
| NG-NI    | ایالت نیجر                |
| NG-OG    | ایالت اوگون               |
| NG-ON    | ایالت اوندو               |
| NG-OS    | ایالت اوسون               |
| NG-OY    | ایالت اویو                |
| NG-PL    | ایالت پلاتو               |
| NG-RI    | ایالت ریورز               |
| NG-SO    | ایالت سوکوتو              |
| NG-TA    | ایالت تارابا              |
| NG-YO    | ایالت یوبه                |
| NG-ZA</> | ایالت زامفارا             |